# آغچه‌دیزج (مراغه)
آغجه دیزج یکی از روستاهای استان آذربایجان شرقی است که در دهستان سراجوی جنوبی بخش سراجو شهرستان مراغه واقع شده است.دراین روستا منابع طبیعی خیلی بسیاری هست در این مکان باغ های پسته،سیب،گردو هست.
در این مکان شخصیت های بزرگی ب جامعه تحویل داده شده است مانند سعیدمحمدی،سعید ازنوادگان پسری حاج فرخ محمدی و نوه دختری حاج اسمعیل افخمی هست سعید شخصی خیرومهربان می‌باشد که در طایفه ی کریمی ب سعید دوربالامعرف است و در طایفه ی مردانی ب نوه ی حاج فرخ میاد معرف است ک جریاناتی مفصل دارد این شخصیت بزرگ در KWFفعالیت میکند.و از راه شوتی شکم گرسنه مردم را سیرمیکند تاجایی ک میتوان باید از ایشان تعریف کرد.